# Haukar Hafnarfjörður (handball)
La section handball du Haukar Hafnarfjörður est un club de handball situé à Hafnarfjörður en Islande.

## Palmarès

### Section masculine
- Championnat d'Islande (11) : 1943, 2000, 2001, 2003, 2004, 2005, 2008, 2009, 2010, 2015, 2016
- Coupe d'Islande (7) : 1980, 1997, 2001, 2002, 2010, 2012, 2014
- Coupe de la Ligue (6) : 2006, 2009, 2011, 2013, 2014, 2019[réf. nécessaire]

### Section féminine
- Championnat d'Islande (7) : 1945, 1946, 1996, 1997, 2001, 2002, 2005
- Coupe d'Islande (4) : 1997, 2003, 2006, 2007

## Personnalités liées au club
- Stefán Rafn Sigurmannsson : joueur
- Björgvin Páll Gústavsson : joueur depuis 2017
- Ásgeir Örn Hallgrímsson : joueur de 2000 à 2005 et depuis 2017
- Aron Rafn Eðvarðsson : joueur de 2008 à 2013
- Ramúne Pekarskyté : joueuse de 2004 à 2010 et de 2015 à 2017
- Vignir Svavarsson : joueur avant 2005